# Maidstone (Stati Uniti)
Maidstone è un comune degli Stati Uniti d'America, situato nello Stato del Vermont e in particolare nella contea di Essex.